# Midwolde
Midwolde (en groningois : Midwolle) est un village de la commune néerlandaise de Westerkwartier, situé dans la province de Groningue. 

## Géographie
Le village est situé au nord de Leek, à 10 km au sud-ouest de Groningue.

## Histoire
Le nom du village signifie : « forêt du milieu ».
Midwolde fait partie de la commune de Leek avant le 1er janvier 2019, date à laquelle celle-ci est rattachée à la nouvelle commune de Westerkwartier.

## Démographie
En 2018, le village comptait 380 habitants.

## Culture et patrimoine

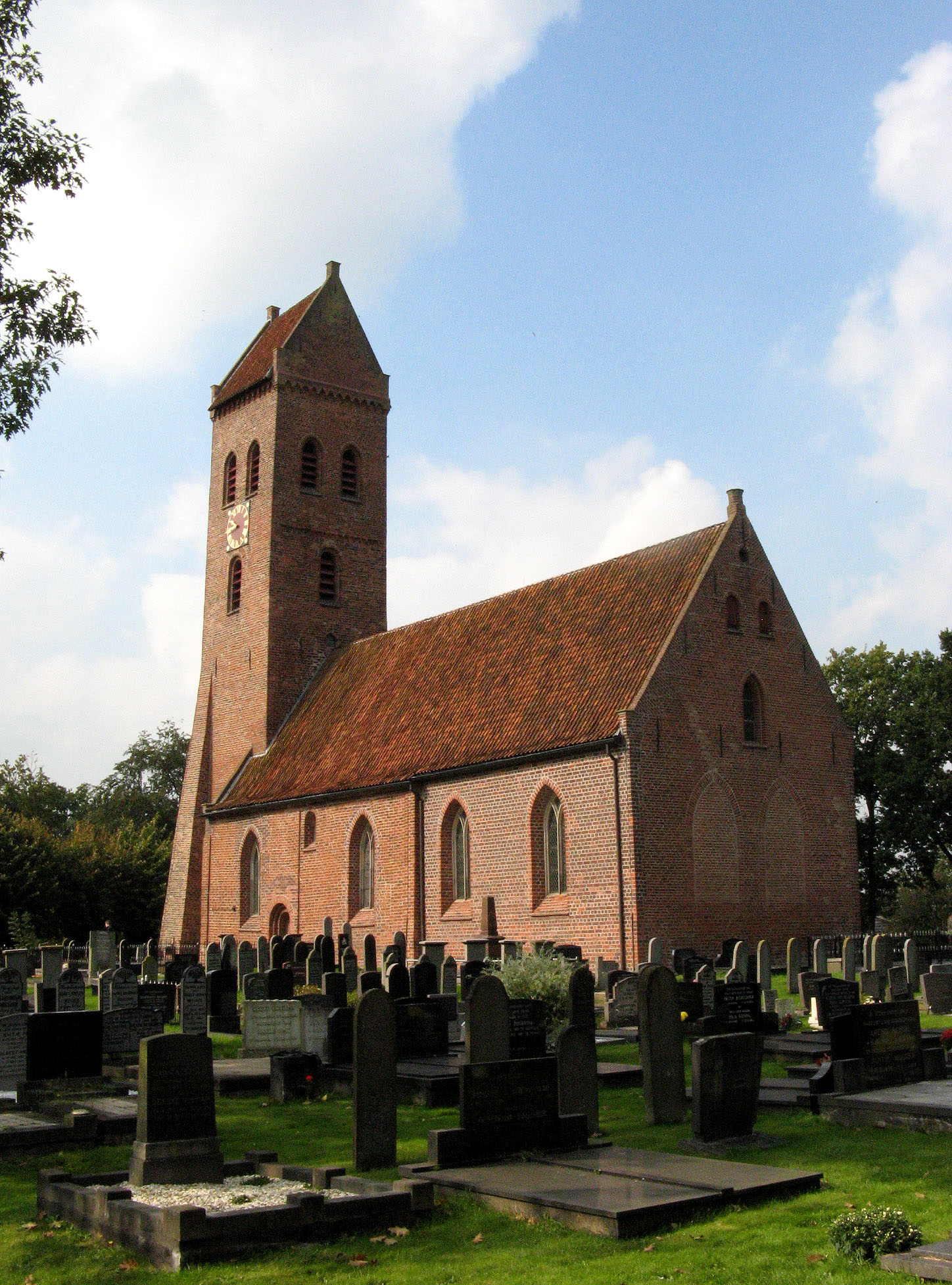
L'église de Midwolde.

L'église date du XIIe siècle. Elle abrite le tombeau de Carel Hieronymus van In- en Kniphuisen et de son épouse Anna van Ewsum, réalisé au XVIIe siècle par le sculpteur Rombout Verhulst.